# Olindo Iacobelli
Pas d'image ? Cliquez ici
Olindo Iacobelli, né le 17 octobre 1945 à Détroit aux États-Unis, est un pilote de course automobile italien à la retraite ayant participé aux 24 Heures du Mans,, au Championnat du monde des voitures de sport ainsi qu'aux 24 Heures de Daytona.

## Palmarès

### Résultats aux24 Heures du Mans
| Année | Écurie                  | Copilotes                          | Voiture           | Classe | Tours | Pos. | Class Pos. |
| ----- | ----------------------- | ---------------------------------- | ----------------- | ------ | ----- | ---- | ---------- |
| 1987  | Olindo Iaccobelli       | Jean-Louis Ricci Georges Tessier   | Royale RP40       | C2     | 13    | Abd. | Abd.       |
| 1988  | PC Automotive           | Alain Iannetta John Graham         | Argo JM19C        | C2     | 130   | Abd. | Abd.       |
| 1990  | PC Automotive           | Richard Piper Mike Youles (pl)     | Spice SE89C       | C2     | 304   | 21e  | 1re        |
| 1991  | PC Automotive           | Richard Piper Jean-Louis Ricci     | Spice SE89C       | C2     | 164   | Nc.  | Nc.        |
| 1992  | Chamberlain Engineering | Ferdinand de Lesseps Richard Piper | Spice SE89C       | C1     | 258   | 14e  | 7e         |
| 1993  | Lotus Sport             | Richard Piper Ferdinand de Lesseps | Lotus Esprit S300 | C4     | 162   | Abd. | Abd.       |
| 1994  | Lotus Sport             | Richard Piper Peter Hardman        | Lotus Esprit S300 | GT2    | 59    | Abd. | Abd.       |
| 1995  | PC Automotive Jaguar    | Bernard Thuner Win Percy           | Jaguar XJ220      | GT1    | 123   | Abd. | Abd.       |

### Résultats aux24 Heures de Daytona
| Année | Écurie            | Copilotes                           | Voiture     | Classe | Tours | Pos. | Class Pos. |
| ----- | ----------------- | ----------------------------------- | ----------- | ------ | ----- | ---- | ---------- |
| 1988  | Winters/Whitehall | Claude Ballot-Léna Jean-Louis Ricci | Spice SE88P | Light  | 77    | Abd. | Abd.       |